# Megalomyrmex weyrauchi
Megalomyrmex weyrauchi (лат.) — вид муравьёв рода Megalomyrmex из подсемейства мирмицины (Myrmicinae, Solenopsidini). Южная Америка: Перу.

## Описание
Мелкие муравьи (около 6 мм) коричневого цвета, гладкие и блестящие. Ширина головы (HW) 1,08-1,13 мм, длина головы (HL) 1,13-1,27 мм, длина скапуса усика (SL) 1,13-1,24 мм.
Усики 12-члениковые с булавой из 3 сегментов. Жвалы с несколькими зубцами (обычно 5-6). Жало развито. Стебелёк между грудкой и брюшком состоит из двух члеников: петиоля и постпетиоля. Заднегрудка без проподеальных зубцов.
Биология не исследована. Некоторые другие виды рода известны как специализированные социальные паразиты муравьёв-листорезов Attini, в гнёздах которых обитают и питаются в грибных садах вида-хозяина. Вид был впервые описан в 1970 году бразильским мирмекологом Вальтером Кемпфом (Walter W. Kempf; Сан-Пауло, Бразилия). Таксон включён в видовую группу Megalomyrmex goeldii-group. сходен с видами M. iheringi (Бразилия), M. foreli (Коста-Рика), M. glaesarius (Перу). Вид назван в честь профессора Dr. Wolfgang Weyrauch, собравшего типовую серию.